# Parc de Champagne
Le parc de Champagne (autrefois parc Pommery) est un espace paysager de la commune française de Reims. Il est créé par le marquis de Polignac pour le bien-être de son personnel travaillant dans les caves mais également pour marquer Reims de son empreinte. Il se situe avenue du Général-Giraud.

## Histoire

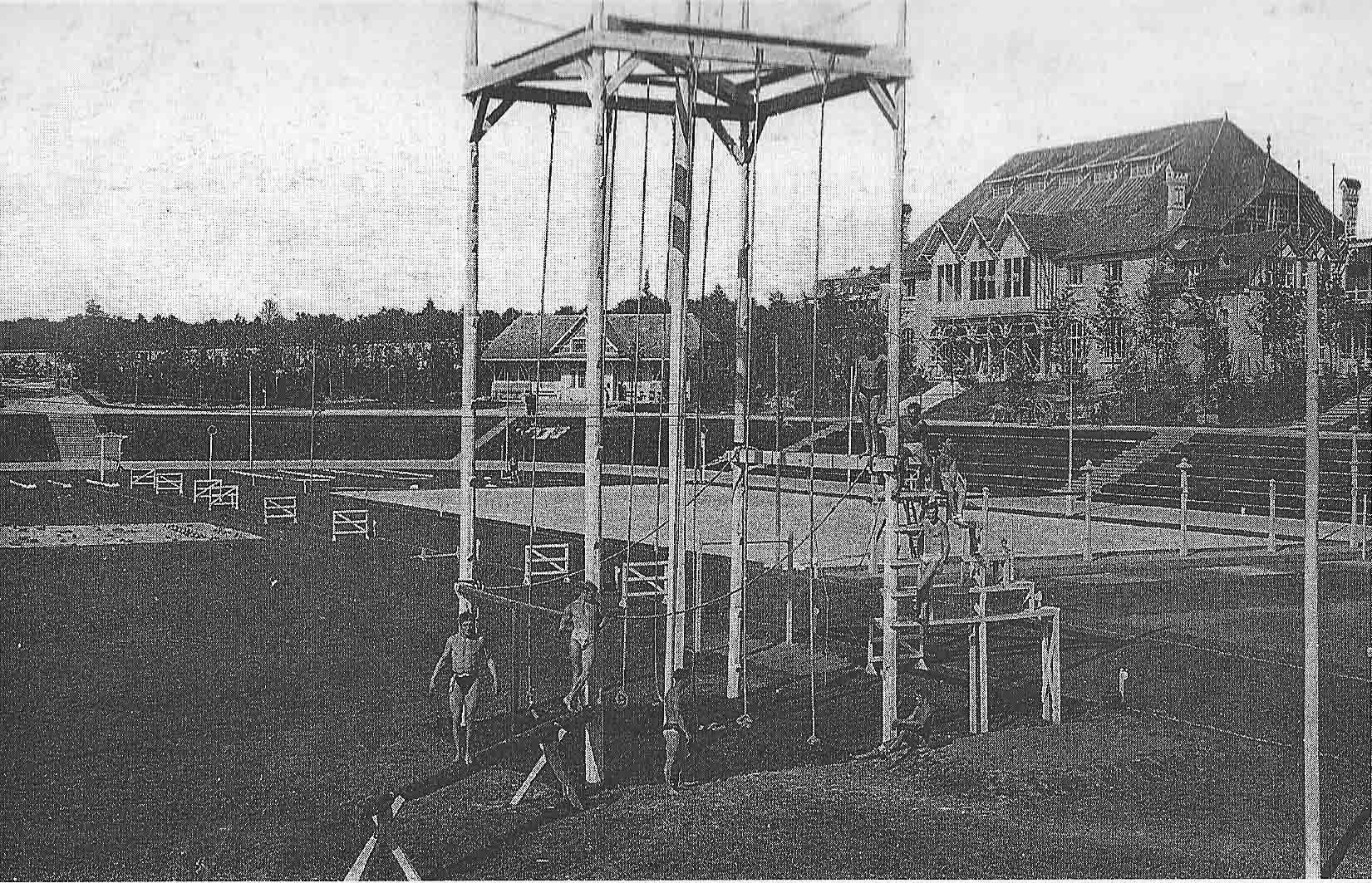
Le Collège d'athlètes...
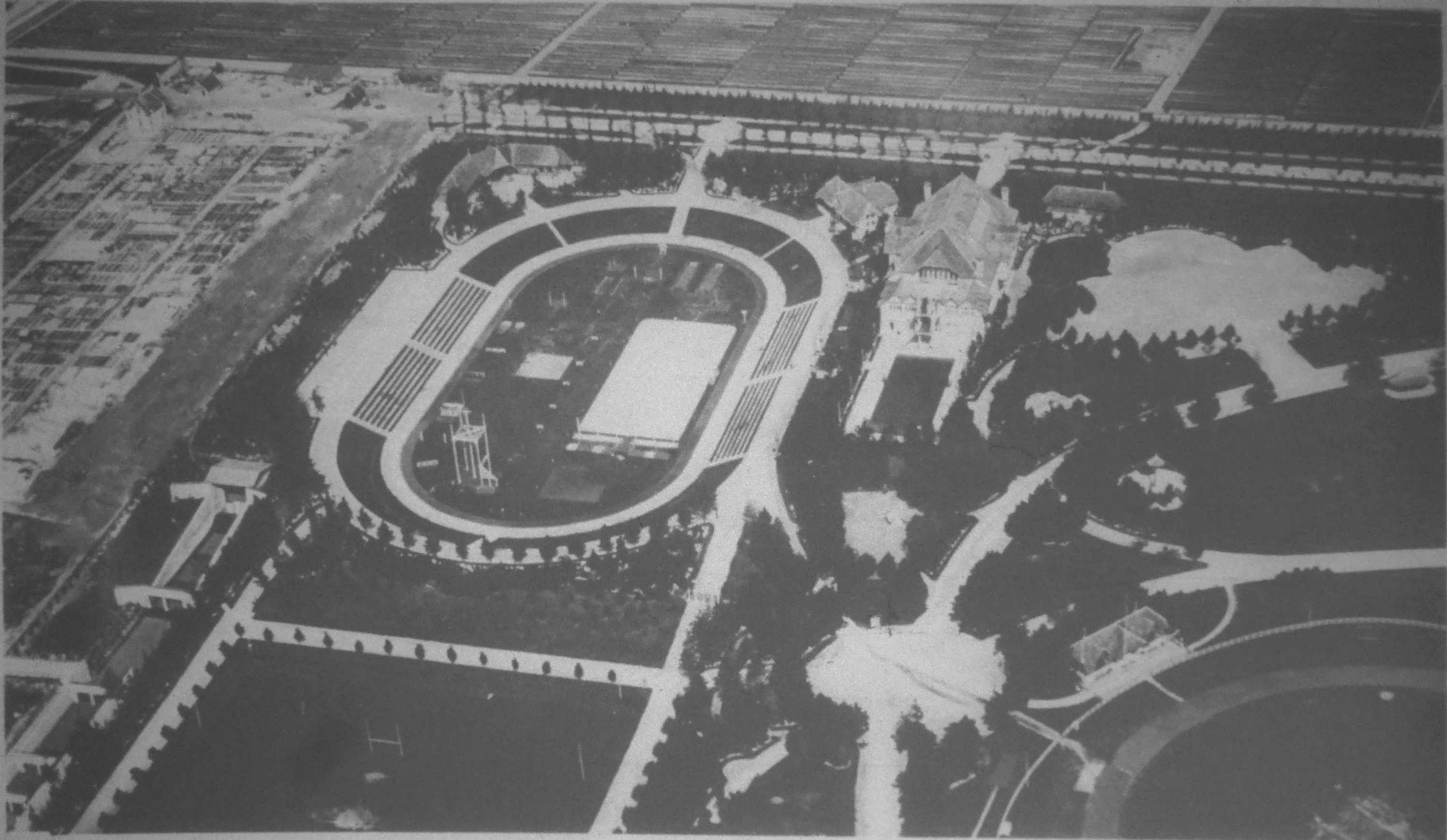
... aujourd'hui disparu.
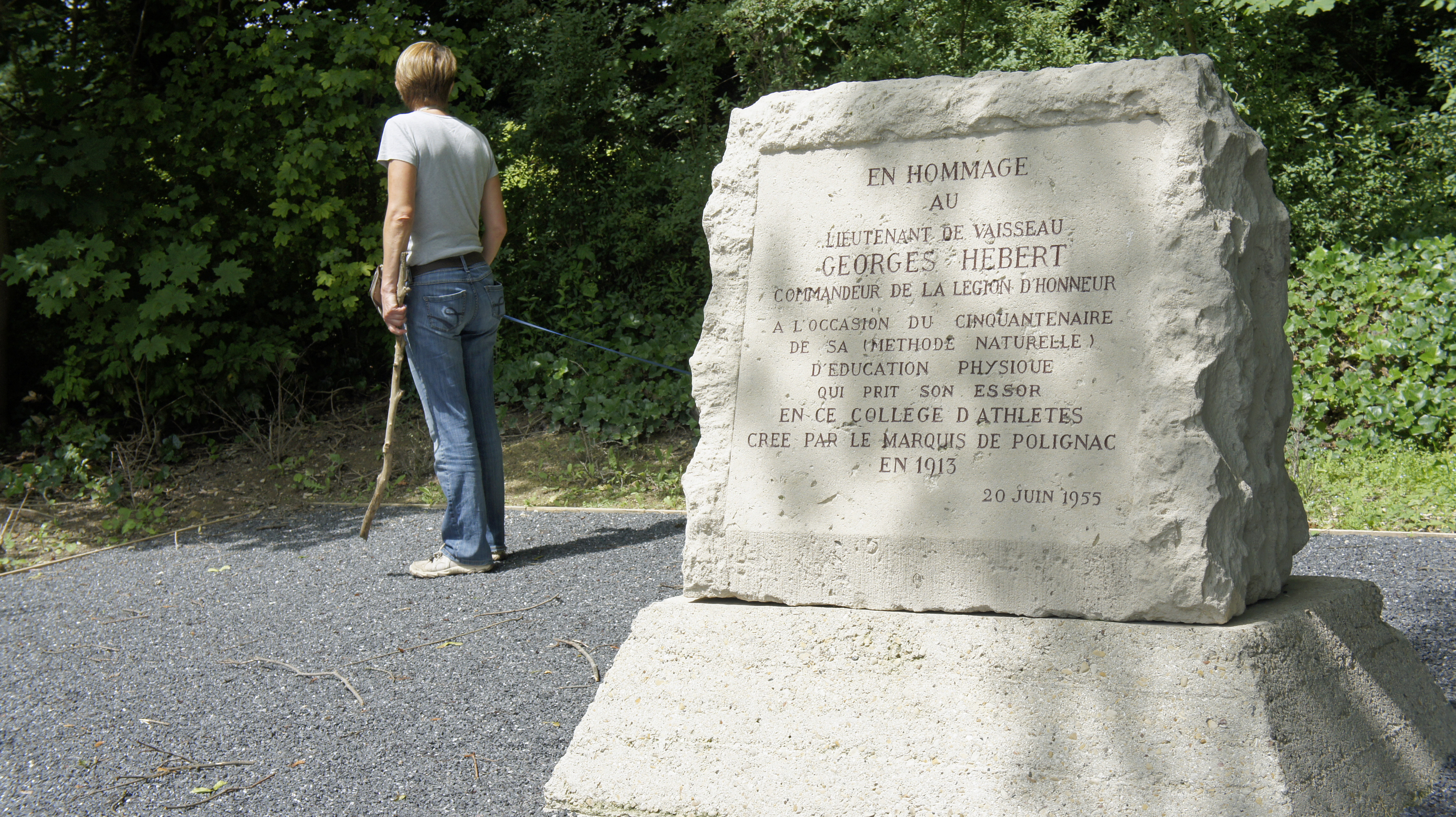
Stèle à Georges Hébert.
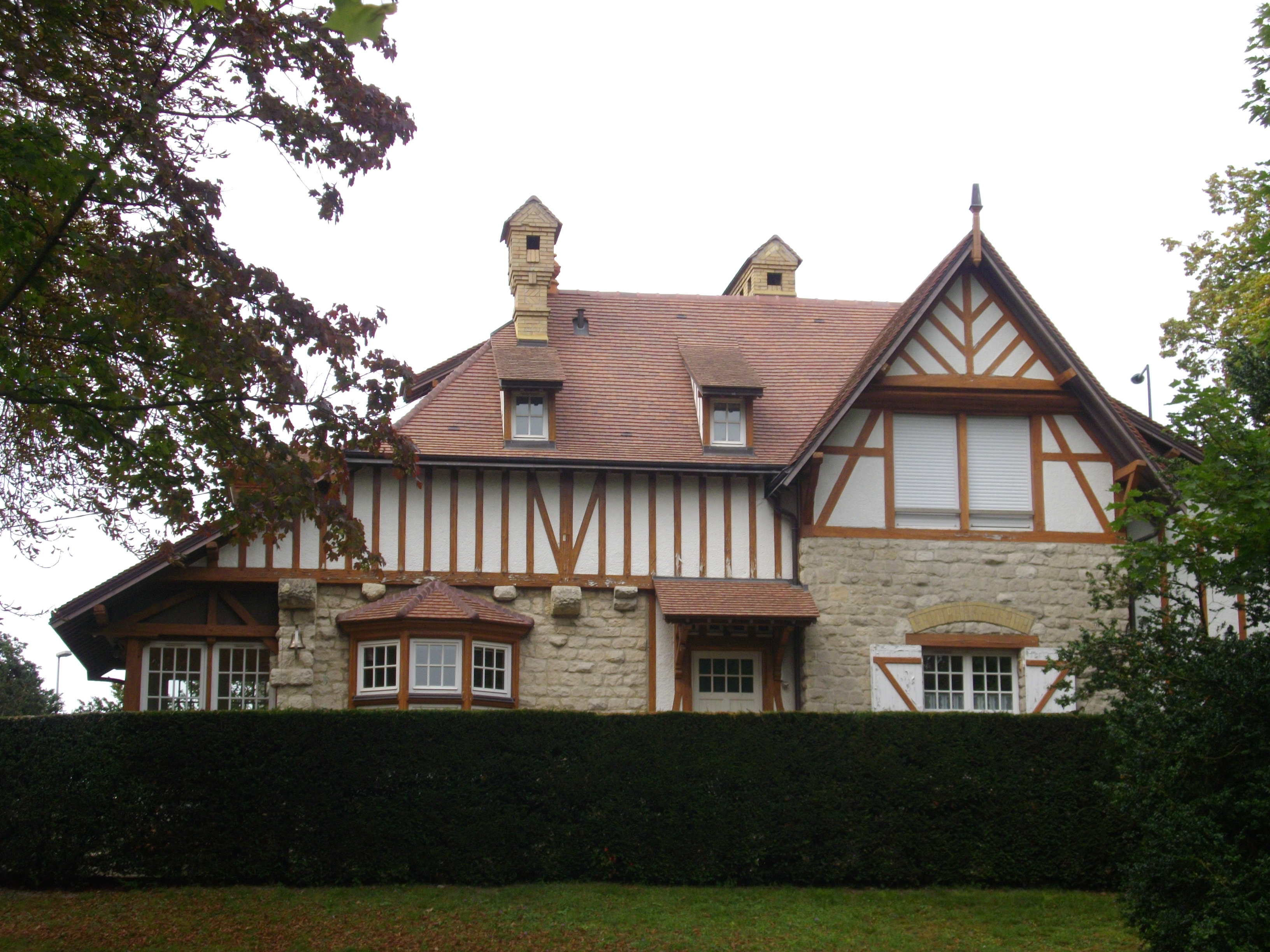
Pavillon de l'entrée.

Les travaux débutèrent en 1909, le parc est ouvert aux ouvriers en 1911. Puis est inauguré le 19 octobre 1913 par le président Poincaré. 
À l'origine c'est un parc sur les hauteurs de Reims et proche des vignes, des caves Pommery. Il sert aux employés de l'entreprise Pommery comme espace de détente puis est développé comme lieu de pratique sportive par le marquis en 1913, le Collège d'Athlètes, premier centre d'éducation physique de France, berceau de l'hébertisme qui s'y pratique au début du siècle. Les plus grands sportifs dont Jean Bouin viennent s'y entraîner, selon les méthodes de Georges Hébert. Il accueille le 23 juillet 1912, la délégation nord américaine de retour de la cinquième olympiade. En effet ceux-ci avaient été la première nation en nombre de médailles en athlétisme à Stockholm.
Ayant subi de grands dommages lors de la Première Guerre mondiale, le parc est reconstruit par Edouard Redont et Ernest Kalas.

## Activités
Il est le lieu qui sert de cadre à de nombreuses activités sportives, concours hippique (Jumping international de Reims), et culturelles, concert pique-nique des Flâneries musicales de Reims. Une aire de jeux pour enfants y est en permanence ouverte au public. Des jardins de simples, expositions de photographies, plage avec volley sont des activités à thèmes qui y trouvent un lieu d'expression. Culture annuelle d'un jardin de simples. Le parc de Champagne est également un lieu de vie tourné vers la détente, un parc arboré où il est plaisant de se promener. Il est aussi ouvert aux animaux : une aire canine est installée, les chiens peuvent alors se promener en toute liberté sous la surveillance de leur maitre. 
C'est un plaisir pour les visiteurs de pouvoir entrer gratuitement dans ce grand parc qui était payant il y a encore quelques années.

## Lieu de mémoire de la Grande Guerre
Dans le parc a été érigé le nouveau monument aux héros de l'Armée noire, à la mémoire des troupes coloniales africaines enrôlées dans l'armée française au cours de la Première Guerre mondiale. Ce monument remplace le monument érigé dans l'entre-deux-guerres et détruit par les Allemands au cours de la Seconde Guerre mondiale en septembre 1940. Ce monument se trouvait à l'angle du boulevard Henri-Vasnier et de la route de Châlons. Un monument identique se trouve à Bamako au Mali.
Un autre mémorial aux morts des clubs sportifs lors la Grande Guerre.

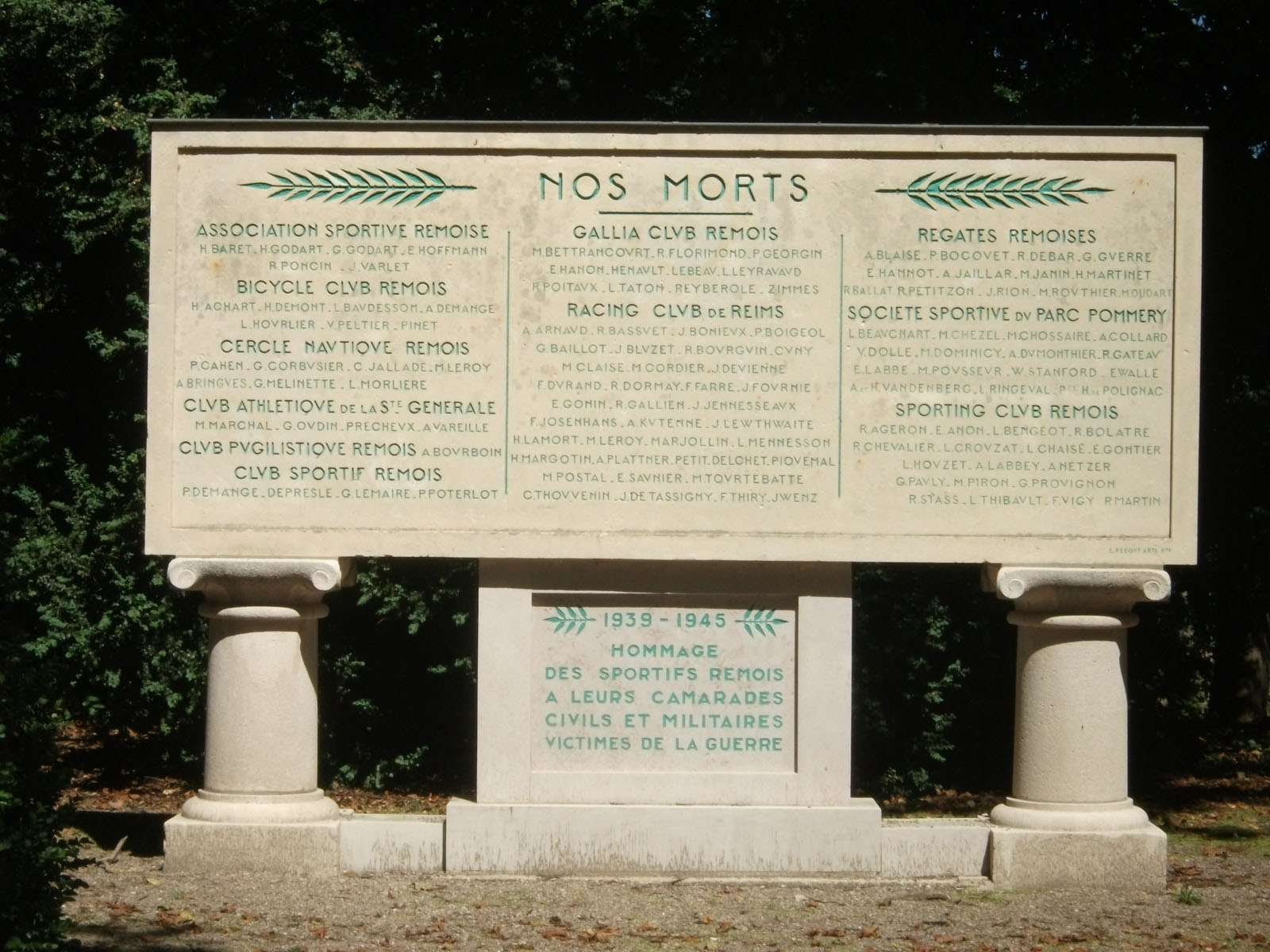
Monument aux morts,
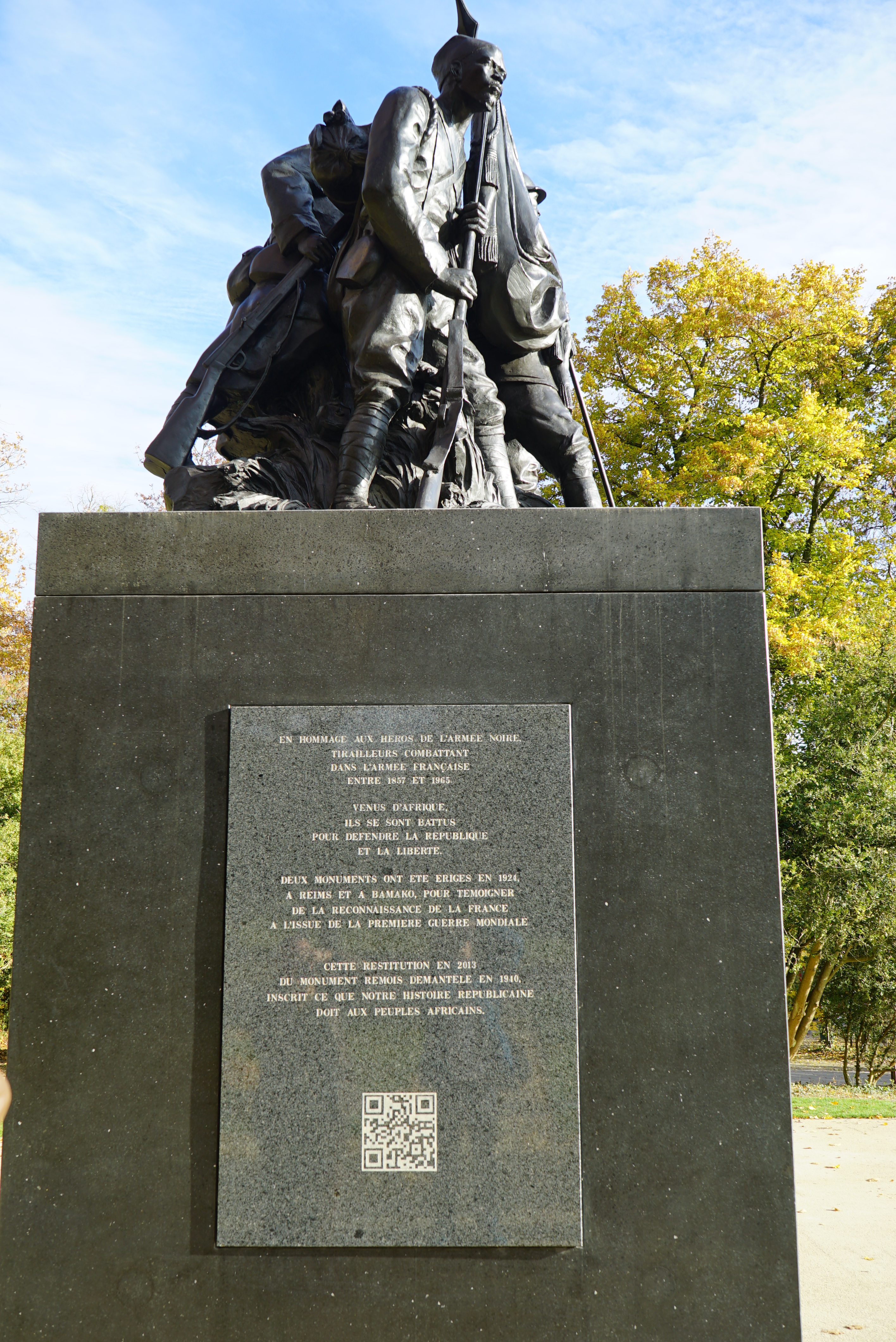
aux héros de l'Armée noire.

## Protection
Les vestiges font l’objet d’une inscription au titre des monuments historiques depuis le 6 septembre 2004.

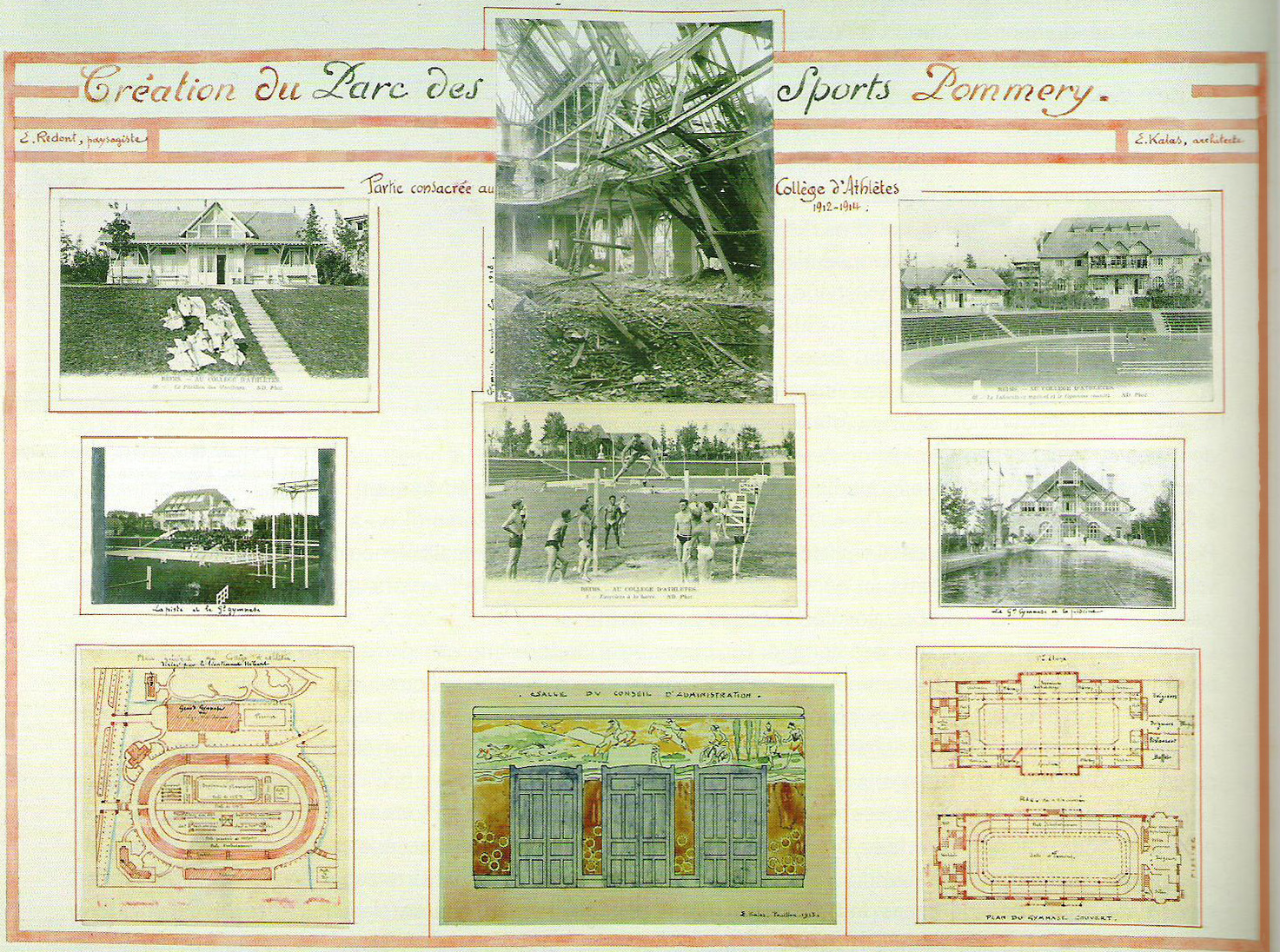
Plan d'ensemble pour la construction.
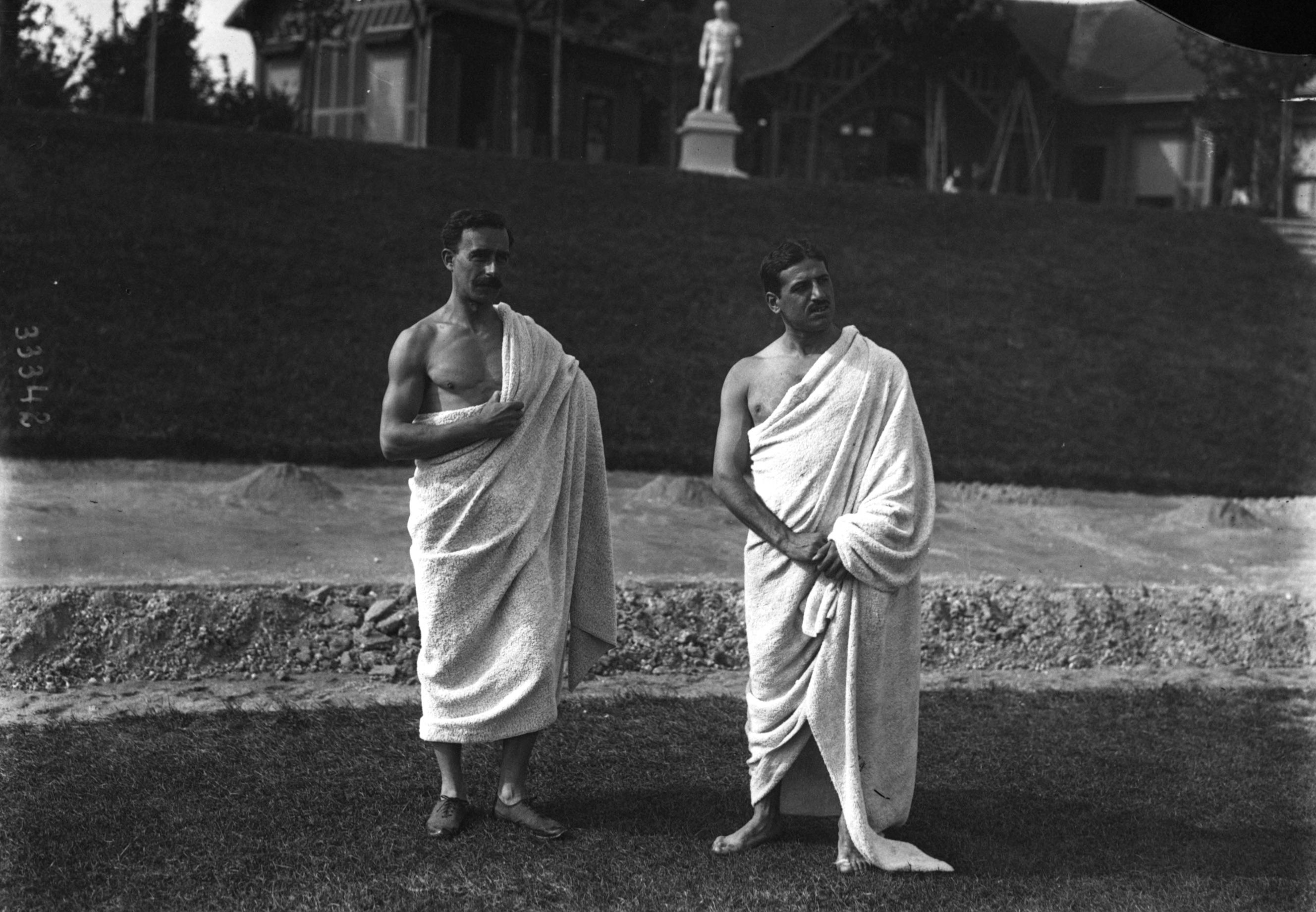
Entrainement de Hébert en 1913.
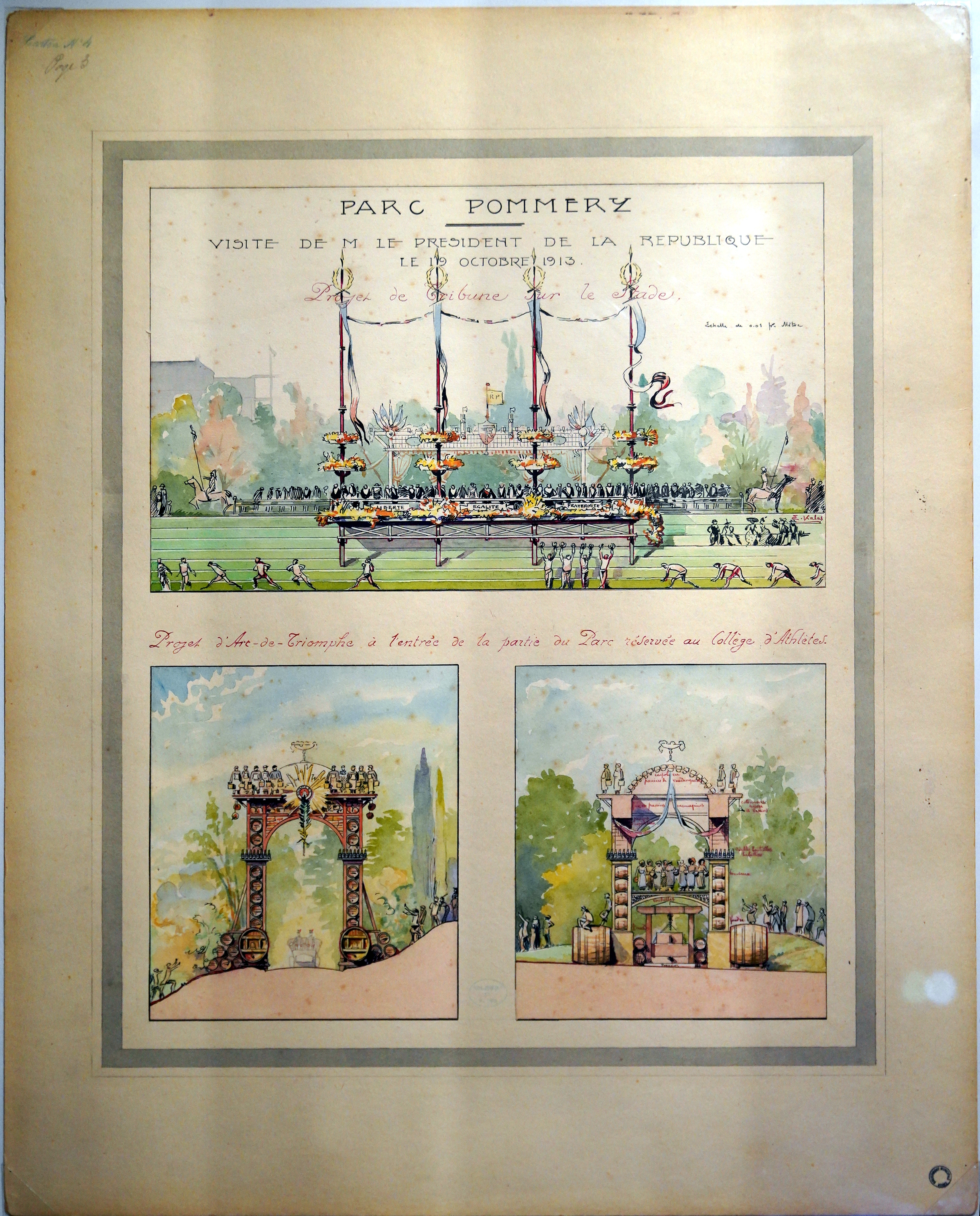
Décoré en 1913 lors de la venue du président de la République.
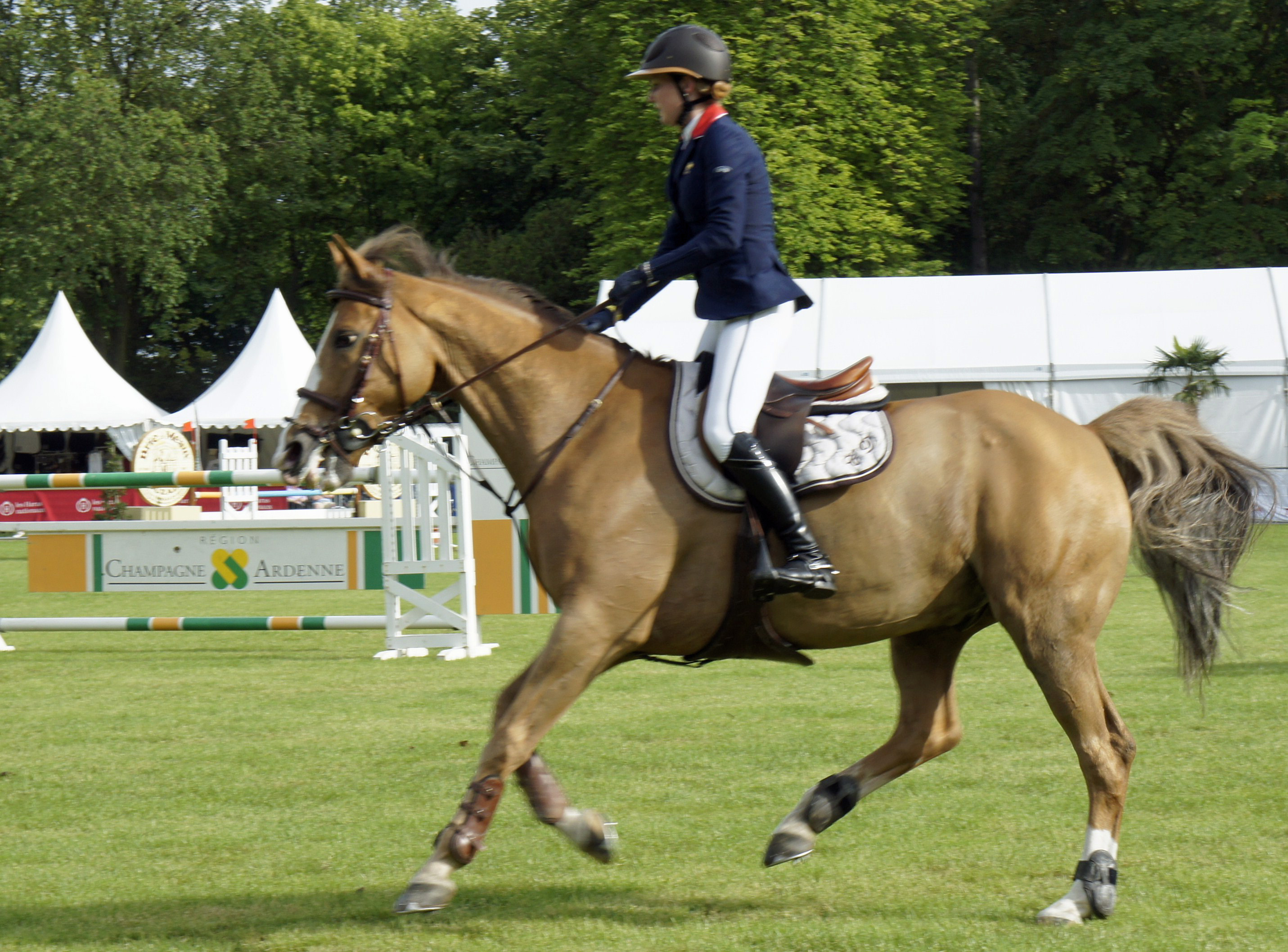
Concours hippique.
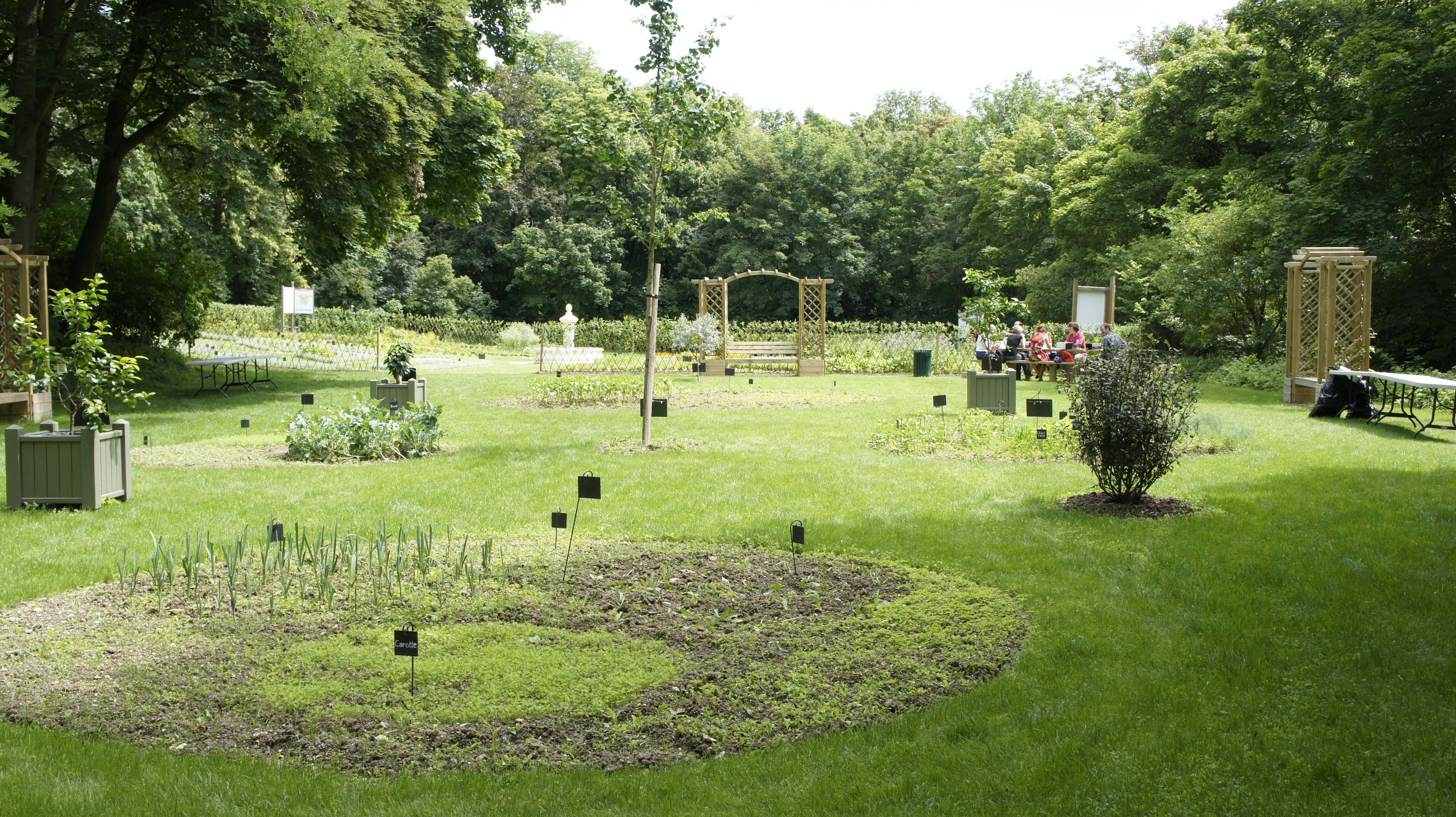
Jardin de simples au parc de Champagne en 2012.
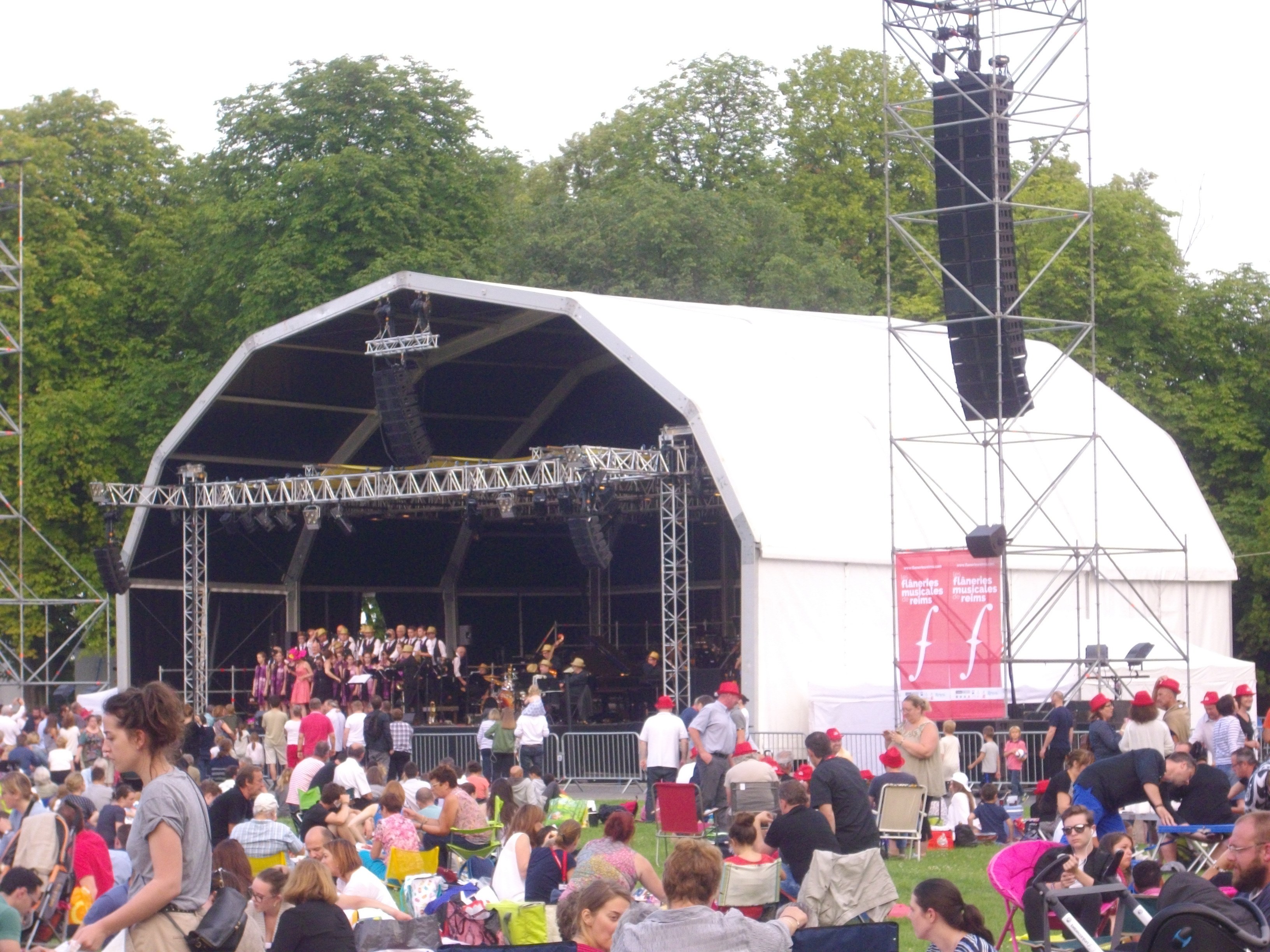
Concert des Flâneries musicales de Reims.
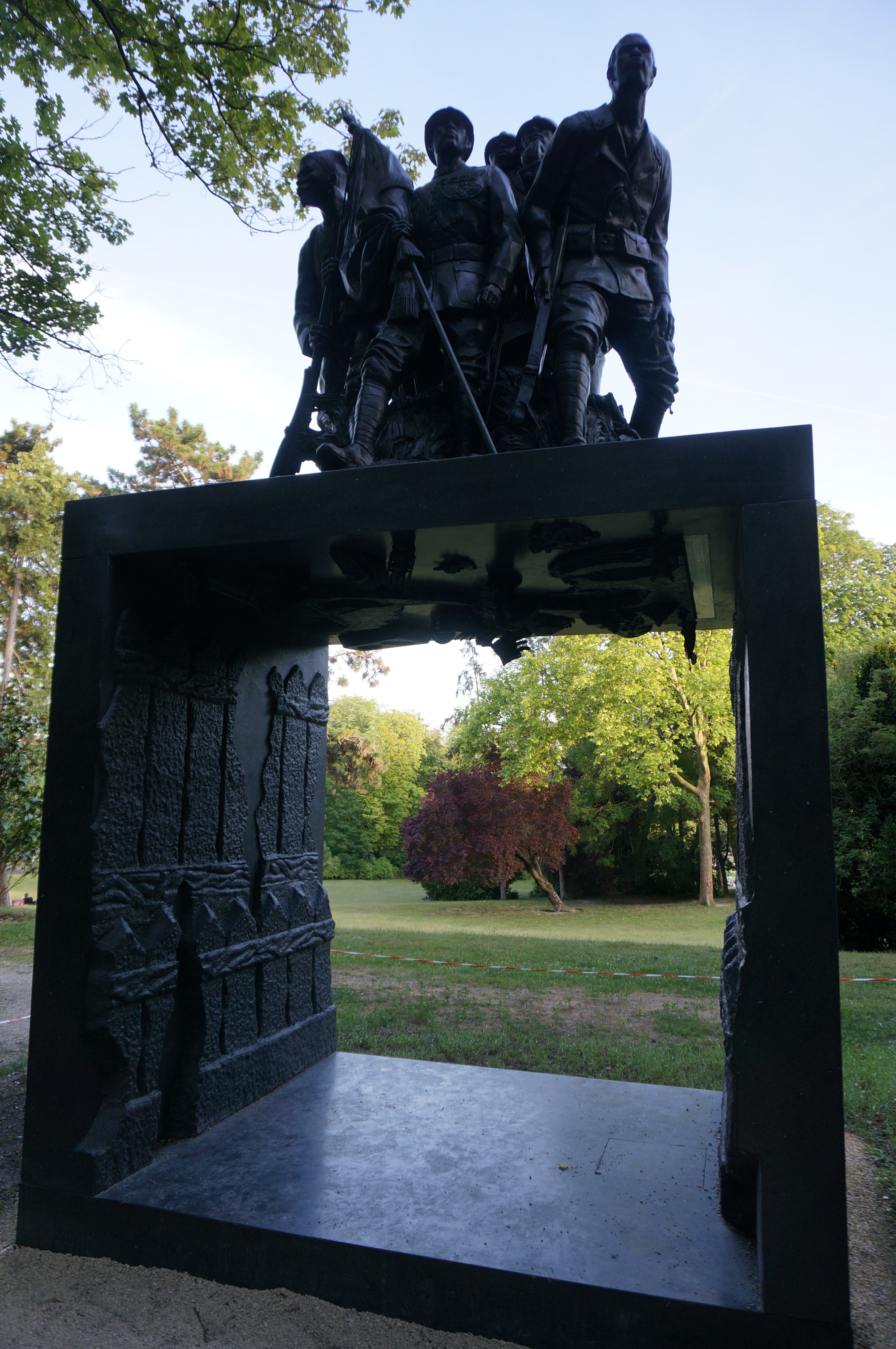
Le nouveau Monument aux héros de l'Armée noire.